# William Sawrey Gilpin
Pour les articles homonymes, voir Gilpin.
William Sawrey Gilpin (4 octobre 1762 - 4 avril 1843) est un artiste anglais, professeur de dessin, puis paysagiste et peintre de paysage et graveur,.

## Biographie

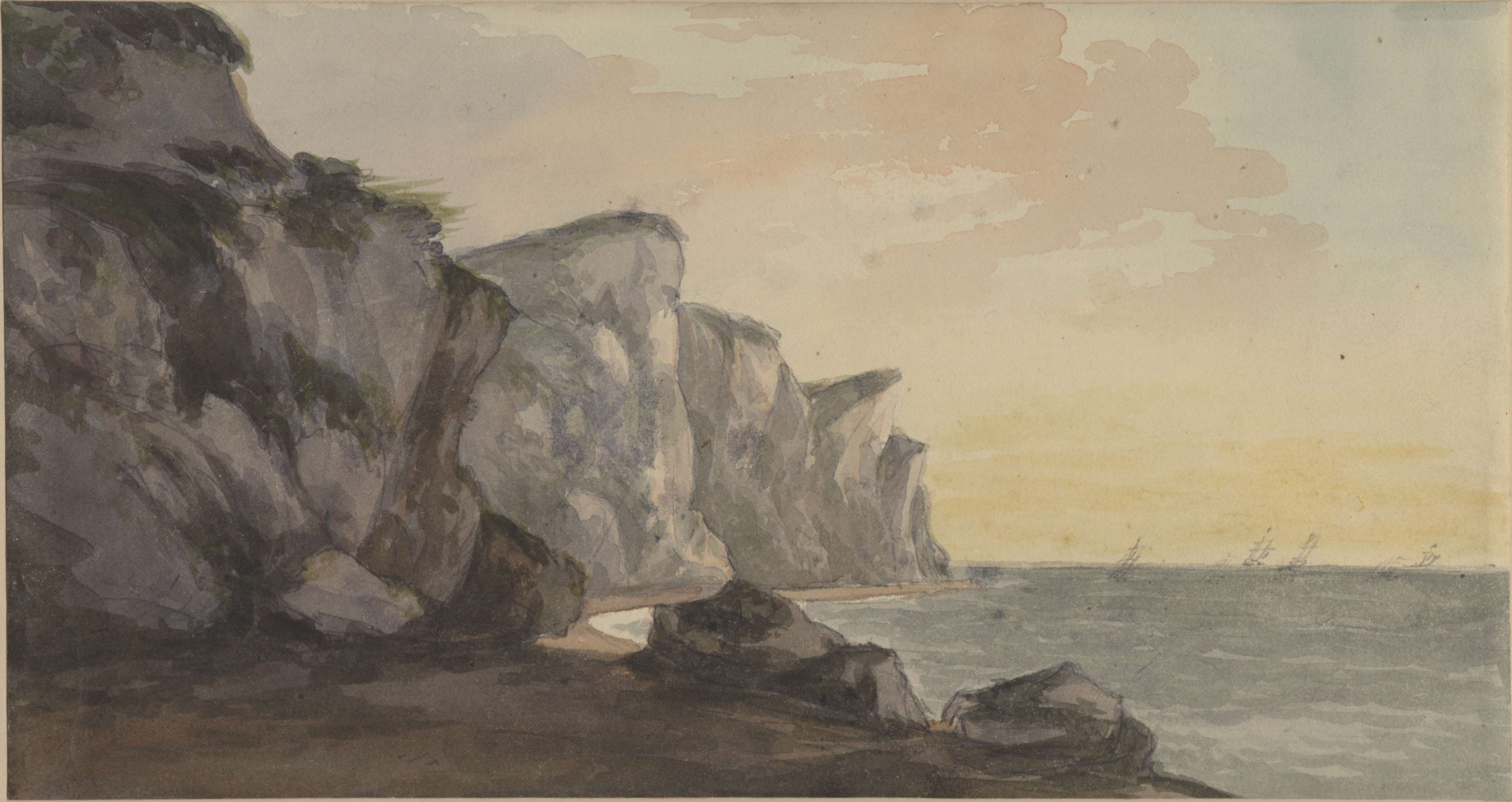
Scène côtière, British Museum.

Né au château de Scaleby en Cumbria le 4 octobre 1762, William Sawrey Gilpin est le fils du peintre animalier Sawrey Gilpin. Il fréquente l'école de son oncle, William Gilpin, pionnier du Pittoresque, à Cheam près du Surrey.
Il épouse Elizabeth Paddock avec qui il a deux (ou peut-être trois) fils, dont l'un semble être resté à la charge de son père. 
Dans les années 1780, il apprend lui-même le procédé relativement nouveau de l'aquatinte pour produire les illustrations des livres de son oncle sur des paysages pittoresques.
Il se spécialise dans les aquarelles, et en 1804 il est le premier président de la Royal Watercolour Society, patronné par George Beaumont, qui le met en relation avec le théoricien du pittoresque, Uvedale Price.
En 1806, il accepte un poste de maître de dessin à l'Académie royale militaire de Woolwich. Il enseigne aux cadets à faire des relevés précis du paysage pour décrypter les mensonges sur les positions ennemies. Cet emploi apparemment sûr prend fin soudainement en 1820, lors d'une diminution du personnel à la fin des Guerres napoléoniennes. Il a alors près de soixante ans.
Pour subvenir aux besoins de sa famille, il se tourne vers une carrière de paysagiste, pour laquelle il avait peu de qualification ou d'expérience au-delà de l'œil d'un artiste. Il est aidé et encouragé en cela par Uvedale Price, dont les théories sur le paysage pittoresque s'accordent avec ses propres idées. Le travail de Gilpin montre également l'influence des travaux du vieil adversaire de Price, Humphry Repton, décédé en 1818.
Il meurt à Sedbury Hall dans le Yorkshire du Nord, dans la maison de son cousin le révérend John Gilpin. Il est enterré à proximité dans le cimetière de Gilling West.

## Œuvre

### Paysagiste
Les sites où il est connu pour avoir travaillé comprennent:
- Château de Scotney dans le Kent

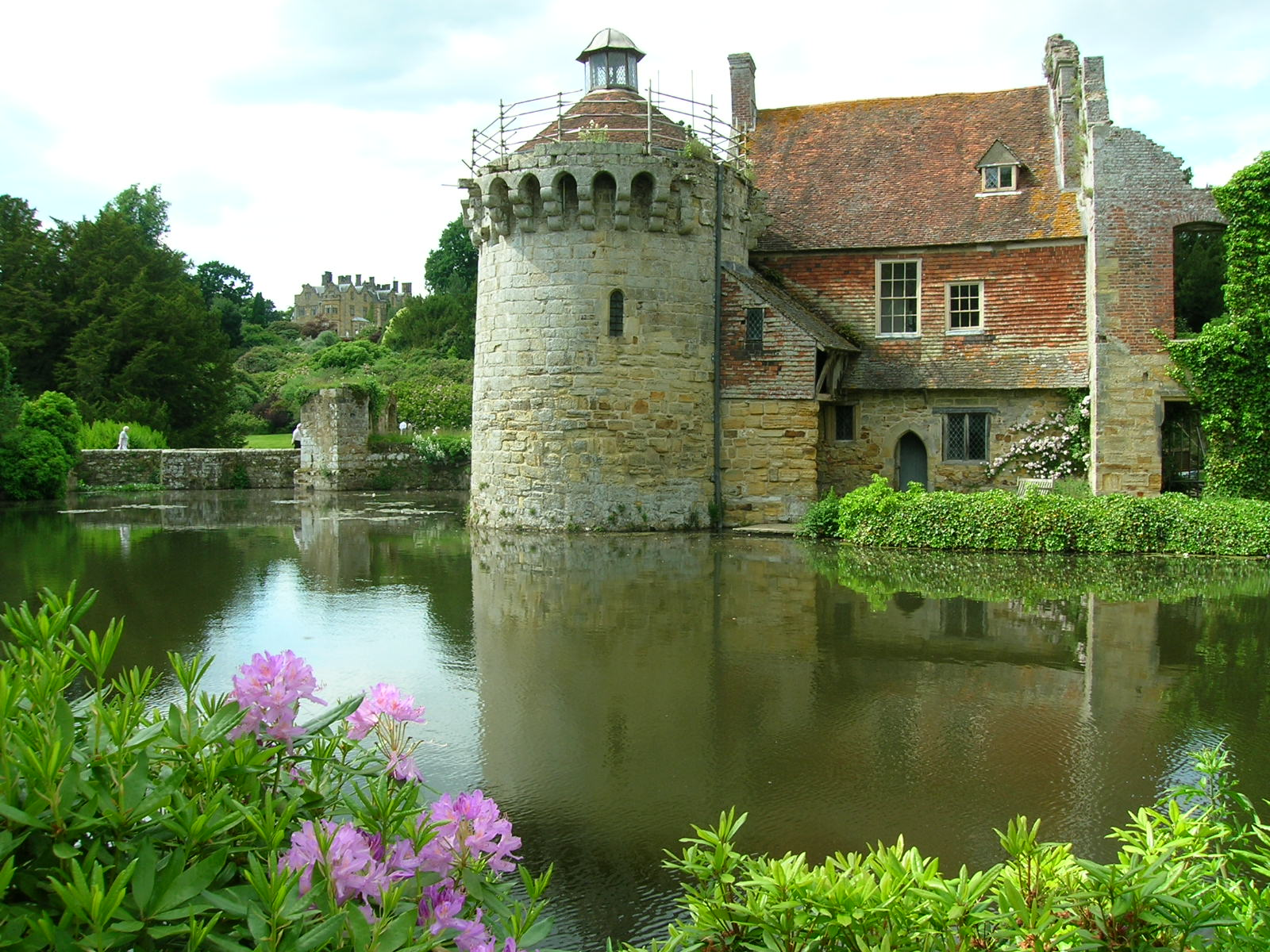
Scotney castle, Lamberhurst

- Nuneham House dans l'Oxfordshire, où il aménage le Pinetum qui forme maintenant le noyau de Harcourt Arboretum attaché au Jardin botanique de l'université d'Oxford.
- Shaw Hill à Whittle-le-Woods, dans le Lancashire
- Audley End House à Saffron Walden, dans l'Essex
- Marston Bigot Park, à Frome dans le Somerset, où il a été consulté pour l'aménagement des promenades, des lieux de plaisance et du parc, après la création, d'un hangar à bateaux et de trois pavillons en 1798[5].
- Wolterton Hall dans le Norfolk[6]
- Château de Blayney à Castleblayney dans le Comté de Monaghan en Irlande, où il a été chargé par le baron Andrew Thomas Blayney d'améliorer le parc entourant le château dans le début des années 1830[7].

### Publications
En 1792 il publie Trois essais sur le beau pittoresque, et en 1832, il publie Astuces pratiques sur le jardinage paysager: avec quelques remarques sur l'architecture domestique, en rapport avec le paysage, réédité en 1835.

### Peinture

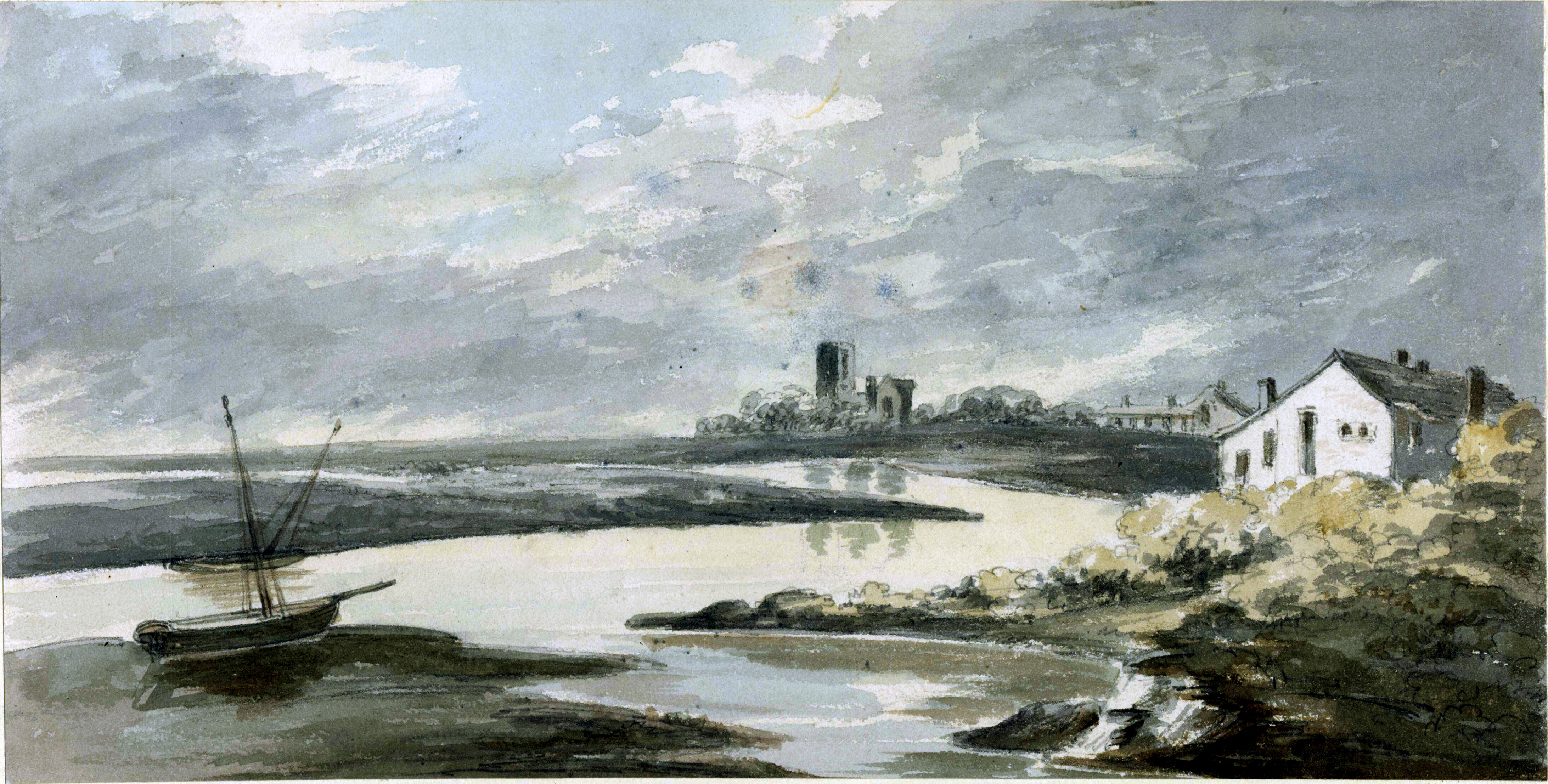
Christchurch, Hampshire, British Museum, Londres

- Scène côtière, Cadet Harriott Cliff, vue sur un rivage rocheux, avec des falaises à gauche et plusieurs navires sur la mer au loin, aquarelle et encre grise, 18 × 33 cm, British Museum, Londres[8]
- Christchurch, Hampshire, aquarelle, sur graphite, 19 × 37 cm, British Museum, Londres[9]
- Le Quai à Ipswich (1811), aquarelle, 40 × 67 cm, University of Dundee[10]
- Vue depuis Wormholt Scrubs sur le canal de Paddington, aquarelle sur papier, 18 × 41 cm, Royal Watercolour Society, Londres[11]
- Paysage avec une cascade et deux personnages au premier plan, aquarelle sur papier, Institut Courtauld, Londres[12]
- Scène de ferme, aquarelle sur papier, 30 × 30 cm, Royal Watercolour Society, Londres[13]

### Gravure
- Bibliothèque nationale du pays de Galles :
  - Llanberis, aquatinte, ca. 1780[14]
  - et autres, dont il est aussi dessinateur pour d'autres graveurs[15]